# كندانغان
كندانغان (بالإنجليزية: Kandangan)‏ هي district of Indonesia تقع في إندونيسيا في كليمنتان الجنوبية. يقدر عدد سكانها 106.71 كم2 .